# Wiehenvenator
Wiehenvenator – rodzaj środkowojurajskiego teropoda z rodziny megalozaurów. Jego szczątki znaleziono na terenie Niemiec.  

## Nazwa
Nazwa rodzajowa oznacza „drapieżnik z Wiehengebirge” i odnosi się do wzgórz, w okolicach których odkryto jego szczątki. 

## Materiał kopalny
Wiehenvenator został opisany na podstawie niekompletnego szkieletu, odkrytego w 1998 r. w Minden. Znaleziono m.in. fragmenty czaszki i szczęki, zęby, kości palców, kręgi, żebra oraz kości strzałkowe. 

## Wielkość
Wiehenvenator należał do największych europejskich teropodów. Na podstawie niekompletnego szkieletu jego długość oszacowano na ok. 8 metrów, z czego na czaszkę przypadało ok. 80 centymetrów.  

## Występowanie
Wiehenvenator żył w środkowej jurze (ok. 165 milionów lat temu) na terenie dzisiejszych Niemiec.

## Klasyfikacja
Wiehenvenator należał do rodziny megalozaurów. Jego najbliższym krewnym był torwozaur.